# Itano (Tokushima)
Itano (板野町 Itano-chō?) es un pueblo localizado en la prefectura de Tokushima, Japón. En junio de 2019 tenía una población estimada de 13.183 habitantes y una densidad de población de 364 personas por km². Su área total es de 36,22 km².

## Geografía

### Localidades circundantes
- Prefectura de Tokushima
  - Aizumi
  - Kamiita
  - Naruto
- Prefectura de Kagawa
  - Higashikagawa

## Demografía
Según los datos del censo japonés, esta es la población de Itano en los últimos años.
| 1995   | 2000   | 2005   | 2010   | 2015   |
| ------ | ------ | ------ | ------ | ------ |
| 13.999 | 14.637 | 14.519 | 14.241 | 13.358 |